# 姆沙內茨 (比拉市鎮)
49°45′8″N 25°28′31″E / 49.75222°N 25.47528°E
姆沙內茨（羅馬化：Mshanets）是烏克蘭該國西部捷爾諾波爾州捷尔诺波尔区比拉市鎮的村莊，處於韋爾霍溫卡河畔，分別距離迪特基夫齊1公里和韋爾泰爾卡2.5公里，始建於1463年，面積1.63平方公里，2001年人口728。